# 2019年英國大選
2019年英國大選（英語：2019 United Kingdom general election）於該年12月12日舉行，並選出下議院全部650名議員，以決定來屆的執政黨和首相。原本根據《英國定期國會法》，此選舉計劃在2022年5月5日（星期五）或之前舉行；但是隨著2017年產生了懸峙議會，保守黨之後又下降至298席次，使得提前選舉的機會更大。最終英國國會以立法方式訂立了提前大選的法令。保守黨未能在2017年大選中獲得多數席位，但在北愛爾蘭民主聯盟黨（DUP）的信任供給下以少數派執政的同時，議會面臨著長期的英國脫歐僵局。鲍里斯·约翰逊成功在此次大選帶領保守黨贏得過半的365席，得以繼續執政。其得到席次亦使保守黨創下1987年大選後新高；工党僅得202席，亦是1935年大選後新低。
此次大選亦是英女王伊莉莎白二世於2022年逝世前的最後一次全國性選舉。

## 选举制度
英国国会下议院的每一个选区以简单多数选举制（First-past-the-post election system）选举产生议员。
由于第六次选区边界定期审查原定于2018年进行，所以如果本次大选於2018年前舉行的話，各选区仍将延续2017年大选时的边界。另外存在選區保障：
- 奧克尼和設得蘭群島
- 西部群島
- 懷特島（W島）邊界目前的1個席位（本次選後可能一分為二）

### 选民资格
在大选中投票的资格为：
- 为登记选民
- 在投票日年满18周岁（或自选举登记公布日起12个月内将满18岁）
- 是联合王国、北爱尔兰或英联邦公民
- 居住在规定选举登记的选区内（或在过去15年内在英国注册过的现在在海外居住的英国公民）[n 3]
- 没有失去投票权（以下几类英国人不享有选举权：贵族，但1963年的选举法又规定：凡放弃贵族身份者即有权选举议员；服刑中的罪犯；[3]接受精神医院治疗中的住院患者；选举中犯有腐败行为者，5年内不得选举议员；[4]选举中犯有非法行为者，5年内不得参见犯此行为时所属选区的选举；选举前未登记为选民者。）

## 选举日期
2011年《定期國會法》对英国国会的選舉日期进行了固定，2015年5月7日大选后每5年的5月举行选举。这使首相失去了动用皇家特权解散国会提前大选的权力。但如果下议院以三分之二的绝对多数票同意，该法允许提前解散国会。過去在西敏制中，英國首相可以獨自決定是否解散國會，以及何時解散國會；宣布解散之前，首相並不需要尋求國會的同意。
為解決脫歐僵局，首相约翰逊就曾於2019年9月4日、9日和10月28日三度尋求於該年10月或12月提早舉行是次選舉，但因大部分在野黨議員不投票或投反對票而沒有成事。眼見沒有足夠票數支持解散國會，保守黨決定繞過定期國會法，直接提出簡單多數就可以通過的《2019年提前國會大選法令》，使提前大選得以舉行，得到自由民主黨及蘇格蘭民族黨的同意(自民黨在夏季的選舉有所斬獲)，眼見解散國會將成定局後，工黨最後亦改變態度支持提前大選。政府於10月29日提出法案以立法方式指定於12月12日提前大選，法案於同日在下議院完成三讀程序，10月30日在上議院通過，10月31日獲得御准。是次選舉於是成為自1923年首次於12月舉行的大選。

## 参选党派和候选人
大多数候选人是政党的代表，必须向选举委员会的政党登记册注册。不属于注册政党的候选人可以使用“独立候选人”标签或不使用标签。下列两表的数据来自2017年大选。

### 大不列顛党派
在下院中占多数议席的党派的领袖由君主任命为首相，组建政府；第二大党派则成为官方反对党，与其他下院中的党派都可组建影子大臣团队。但如苏格兰民族党和威尔士党，其主要在本地区活动，这两个党的领袖不是国会下院议员而是当地议会议员，所以这两个党在国会下院的活动另有其人负责。
| 政党 | 政党               | 政党领袖                 | 领袖起始时间 | 领袖选区       | 上次大选结果 | 上次大选结果 | 現時議席 |
| 政党 | 政党               | 政党领袖                 | 领袖起始时间 | 领袖选区       | 支持率       | 席位         | 現時議席 |
| ---- | ------------------ | ------------------------ | ------------ | -------------- | ------------ | ------------ | -------- |
|      | 保守党             | 鮑里斯·约翰逊            | 2019年7月    | 堊橋及南雷士廉 | 42.4%        | 317          | 298      |
|      | 工党               | 杰里米·科尔宾            | 2015年9月    | 北伊斯灵顿     | 40.0%        | 262          | 244      |
|      | 苏格兰民族党       | 尼古拉·斯特金            | 2014年11月   | 无             | 3.0%         | 35           | 35       |
|      | 自由民主党         | 喬·斯威森                | 2019年7月    | 東鄧巴頓郡     | 7.4%         | 12           | 21       |
|      | 威尔士党           | Adam Price               | 2018年9月    | 无             | 0.5%         | 4            | 4        |
|      | 英格兰和威尔士绿党 | Sian Berry 莊拿豐·巴特利 | 2016年9月    | 無             | 1.6%         | 1            | 1        |

1922年以来，保守党和工党就是英国最大的两个政党。1935年以来，所有首相亦出自这两个党。脫歐被視為主導是次大選的議題。
2017年大选后，保守党更换了领袖。他們在2019年脱欧停滯不前之際，由脫歐立場更強硬的鮑里斯·约翰逊取代了特雷莎·梅成为保守党领袖兼首相。莊漢生拜相後，保守黨失去或開除了多名議員，當中不乏祁淦禮、夏文達和盧綺婷等資深前閣員，直接令保守党失去下議院多數支持，面臨輸掉不信任動議的風險。故他一直爭取透過提早這次大選重拾國會多數議席，以順利完成脫歐程序。
官方反對黨魁郝爾彬則會第二次領導工黨進行大選。工黨亦有小量議員退黨，原因主要與反猶議題有關。加上脫歐立場模糊，他們取得執政權的機會成疑。
由兩大黨的小部分前成員便於2019年初組成新政黨改變英國－獨立團體，立場傾向親歐盟。
第三大黨苏格兰民族党只在苏格兰的国会选区参选，囊括了59个苏格兰选区中的35个，与2015年大选相比減少了21个席位。他們期望以反對脫歐立場吸引普遍親歐的蘇格蘭選民支持。祇在威爾斯參選的威尔士党也採取類似立場和策略，惟威爾斯選民以支持脫歐略多。
第四大黨自民党曾长期以来是英国政坛第三大党，直至2015年大选时慘敗，議席數目被苏格兰民族党超越；在得票率上，也被英国独立党超越，彻底沦为第四党。雖然2017年議席回升至12席，但仍然是國會第四大党。但經歷祈維信和喬·斯溫森先後在2017年和2019年接任黨魁，該黨強烈親歐盟立場已令8名議員加盟，或可在這次選舉成「造王者」。
新成立的脫歐黨支持度顯著上升，主要吸納從前英國獨立黨和保守黨的支持者。如果支持率在選前沒有大幅下降，預期會在是次選舉取得議席。

### 北愛爾蘭党派
大不列顛的政黨若非沒有在北愛參選，便在當地本土政治中不成氣候。故北愛政黨與英國其他地方有很大分別，並於此處獨立列出。此外，各黨領袖通常因參選北愛議會而多不成為候選人。
| 政党 | 政党           | 政党领袖                                 | 领袖起始时间 | 领袖參選选区 | 上次大选结果       | 上次大选结果 |
| 政党 | 政党           | 政党领袖                                 | 领袖起始时间 | 领袖參選选区 | 在北爱尔兰之支持率 | 席位         |
| ---- | -------------- | ---------------------------------------- | ------------ | ------------ | ------------------ | ------------ |
|      | 民主统一党     | 范愛玲                                   | 2015年12月   | 无           |                    | 10           |
|      | 新芬党         | 瑪麗·盧·麥當勞 米歇爾·奧尼爾（北愛領袖） | 2018年2月    | 无           |                    | 7            |
|      | 社会民主工党   | 葛倫·伊斯活特                            | 2015年11月   | 福伊爾       |                    | 0            |
|      | 阿尔斯特统一党 | Steve Aiken                              | 2019年11月   | 无           |                    | 0            |
|      | 北爱尔兰联盟党 | 内奥米·郎                                | 2016年10月   | 東貝爾法斯特 |                    | 0            |

在北爱尔兰，選民取向長期兩極化，但居民普遍親歐盟。親英、保守、疑歐的民主统一党（DUP）和共和派、親歐的新芬党在2017年近乎壟斷北愛国会议席，但新芬党預料仍將維持長年遵行的棄權政策。此局面使普遍親歐盟的北愛僅1名無黨籍議員在現時的國會發言反對脫歐。
在2019年歐洲議會選舉首次取得北愛三席中的一席、處中間派的親歐北爱尔兰联盟党或能突破局面。立場溫和的社会民主工党和阿尔斯特统一党能否取回議席亦有待觀察。

### 選舉協議
同樣反對英國脫歐的自民黨、威爾斯黨和英威綠黨在這次選舉中，依據同年8月勝出布雷肯和拉德諾郡選區補選的策略，決定在英格蘭和威爾斯的60個選區協調。在協議範圍內的選區只讓最高勝算的一名反對脫歐候選人參選而不互相競爭，將留歐議員數目最大化。

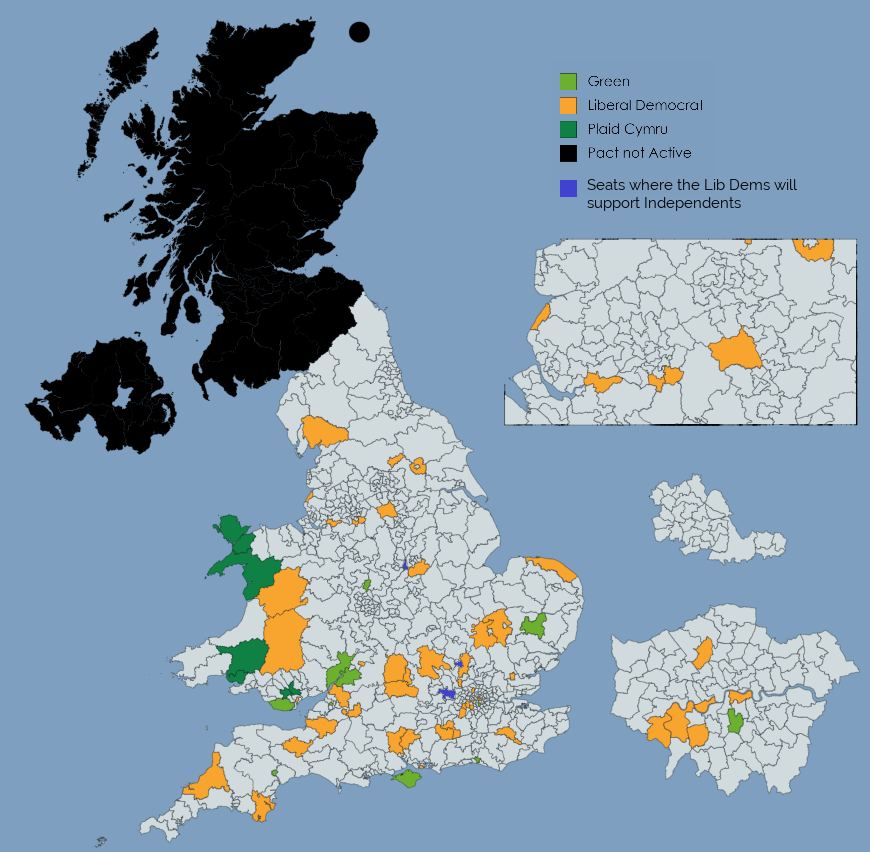
上圖顯示選舉協議範圍內的選區
橙黃色：只派出自民黨參選人；淺綠色：只派出綠黨參選人；深綠色：只派出威爾斯黨參選人；藍色：只有自民黨不參選

此外自民黨決定不挑戰同樣支持留歐的多米尼克·葛里夫、葛文·修阿爾和安娜·蘇布里的席位；綠黨則配合工黨不參選青福德和伍德福德格林。

淺紫色為脫歐黨不參選之選區

脫歐黨亦單方面決定不挑戰保守黨於2017年勝出的317席；蘇格蘭綠黨則配合蘇格蘭民族黨不參選東北法夫和伯斯和北伯斯郡。

北愛爾蘭的選舉協議：藍色顯示親英派協調區域，綠色則是親歐派

在北愛爾蘭，民主统一党不參選弗馬納和南蒂龍，換取阿尔斯特统一党不挑戰北貝爾法斯特，以增加親英派的勝選。同時為了增加支持英國留歐的議員，新芬黨不參選南貝爾法斯特，換取社民工黨不參選北貝爾法斯特；兩者同時於東貝爾法斯特讓賽予聯盟黨；北愛綠黨亦不派員參選貝爾法斯特的任何選區和北唐。

## 不再尋求連任的議員
共有70餘名議員宣布不參加此選舉，部分姓名、黨籍和所屬選區如下：
- 格林·戴維斯，保守黨，蒙哥馬利郡
- 吉托·貝伯，保守黨，艾伯康威
- 白高漢，下議院議長（前保守黨），白金漢
- 祁淦禮，獨立（前保守黨，下議院之父），拉什克利夫
- 祈維信，自民黨（前黨魁），迪根咸
- 約·約翰遜，保守黨（首相莊漢生之弟），奧平頓
- 簡意寧，獨立（前保守黨），帕特尼
- 房應麟，保守黨，塞文歐克斯
- 諾曼·蘭博，自民黨，北諾福克
- 莎拉·牛頓，保守黨，特鲁罗和法尔茅斯
- 克萊爾·佩里，保守黨，迪韦齐斯
- 施維爾，保守黨，東德文
- 施達偉，獨立（前保守黨），彭里斯和邊區
- 尼古拉斯·索梅斯，保守黨，克勞利
- 伊恩·盧卡斯，工黨，雷克瑟姆
- 盧綺婷，獨立（前保守黨），黑斯廷斯和拉伊
- 莫麗琪，保守黨，拉夫伯勒
- 李達德，保守黨，艾爾斯伯里
- 夏文達，獨立（前保守黨），蘭尼米德和韋橋
- 湯姆·沃特森，工黨（副黨魁），東西布朗

## 民意調查和估算議席
[[File:Uk2022polling15average.png|thumb|800px|centre|各黨在2017年大選之後的支持度變化： {{columns-list|colwidth=18em|
]]

各黨在2017年大選之後的支持度變化： columns-list|colwidth=18em|
保守黨
工黨
自民黨
脫歐黨
蘇格蘭民族黨和威爾斯黨
綠黨
獨立團體
獨立黨

民意調查在2017年大選不久之後開始進行。而解散下議院時的所有民調皆顯示保守黨能取得過半數議席，能順利籌組多數政府。但參考2017年大選，競選期間各黨支持度可能會大幅改動，令最後取得的席數與解散下議院時的估算很不同。

## 結果
投票在英國時間晚上10時結束，票站調查結果顯示，在下議院650席中，各個政黨的得議席情況如下：
| 365    | 24 | 11       | 48            | 202  |
| 保守党 |    | 自 民 党 | 苏格兰 民族党 | 工党 |

選舉最終令約翰遜領導的保守黨取得80席優勢，共奪365席，比選前增加48席。至於傑瑞米·柯賓的工黨則大敗，失去60席而僅得202席，促使傑瑞米·柯賓引咎宣佈「不再領導工黨參與來屆大選」，實際上請辭。
| 政黨             | 政黨               | 議席 | 變動   |
| ---------------- | ------------------ | ---- | ------ |
|                  | 保守黨             | 365  | ▲ 48   |
|                  | 工黨               | 202  | ▼ 60   |
|                  | 苏格兰民族党       | 48   | ▲ 13   |
|                  | 自由民主黨         | 11   | ▼ 1    |
|                  | 民主统一党         | 8    | ▼ 2    |
|                  | 新芬黨             | 7    | ━      |
|                  | 威爾士黨           | 4    | ━      |
|                  | 社會民主工黨       | 2    | ▲ 2    |
|                  | 英格蘭和威爾斯綠黨 | 1    | ━      |
|                  | 北愛爾蘭聯盟黨     | 2    | ▲ 2    |
|                  | 无党籍(議長)       | 1    | ━      |
|                  | 脫歐黨             | 0    | 新政黨 |
| 保守黨得80席優勢 |                    |      |        |

### 總體
這次是保守黨自1987年英國大選以來最大的勝利，而這次是工黨在1935年英國大選以來最差的成績。
工黨的不少傳統「票倉」，包括「元老級」的丹尼士·斯金納所屬的博爾索弗，以及分別曾屬前首相東尼·布萊爾和戈登·布朗的塞奇菲爾德和柯科迪和考登畢斯選區分別由保守黨和蘇格蘭民族黨奪得。保守黨因而乘勢取回2年半前失去的過半數議席。
至於工黨大敗的原因，輿論主要批評郝爾彬的脫歐態度不明確（郝爾彬為工黨內左派，其政見方向傾向於脫歐，而工黨為了保住最大反對黨的地位，要爭取留歐派的選票，主張再次舉行脫歐公投），其極左的經濟社會政綱以及人們已經厭倦漫長（在工黨不斷杯葛而又未能提出更好方法）的脫歐僵局。
自民黨未能乘著在同年夏季時的優勢，取得更多議席，黨魁喬·斯溫森更敗予蘇格蘭民族黨候選人。蘇格蘭民族黨則繼續橫掃蘇格蘭席位。
新成立的英國脫歐黨大部分支持者被保守黨吸納，故無法取得議席；改變英國亦全軍覆沒，更於數日後正式宣布解散。
在北愛爾蘭，共和派所取得的議席罕有地多於親英派。當中親英民主統一黨下院領袖尼格爾·多茲敗予新芬黨。親愛社民工黨成功取回兩席；中間派的聯盟黨則繼承了原屬獨立親英派的北唐議席，是該黨史上第二次透過選舉取得下院議席。